# Acer erianthum
Acer erianthum é uma espécie de árvore do gênero Acer, pertencente à família Aceraceae.